# Ophiotholia spathifer
Ophiotholia spathifer är en ormstjärneart som först beskrevs av George Richard Lyman 1879.  Ophiotholia spathifer ingår i släktet Ophiotholia och familjen knotterormstjärnor. Inga underarter finns listade i Catalogue of Life.